# Bri Bryant

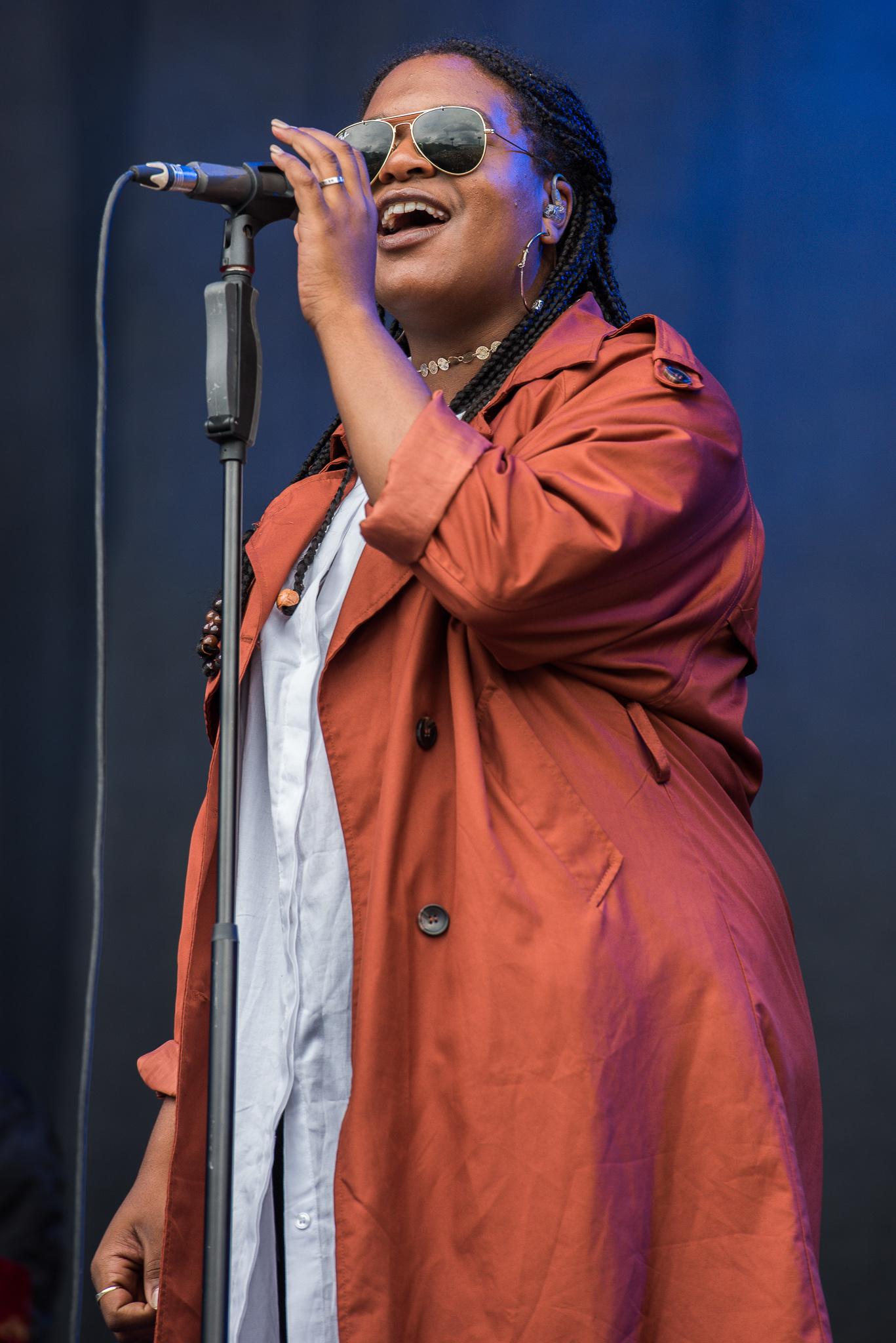
Bri Bryant bei Rock im Park 2017

Brianne „Bri“ Bryant ist eine US-amerikanische Sängerin, die durch ihr eigenes Projekt Lady Bri, die Band Welshly Arms und das Projekt JABtune bekannt ist.

## Leben
Bryants Mutter ist eine Sängerin  aus New Orleans und ihr Vater ein Pfarrer aus Cleveland. Sie ist Mutter von zwei Kindern.
Zusammen mit ihrem Ehemann Jon Bryant gründete sie das Projekt JABtune, das sich in die Richtung R’n’B bzw. Soul einordnen lässt. Sie ist Backgroundsängerin in der  Rock- und Bluesband Welshly Arms. Nicht zuletzt entwickelte sie ihr eigenes R’n’B/Soul-Projekt Lady Bri.

## Diskographie
- 2018: Makin’ a Move
- 2019: Woman